# 卡魯梅 (阿肯色州)
卡魯梅（英語：Calumet）是位於美國阿肯色州密西西比縣的一個非建制地區。該地的面積和人口皆未知。

## 地理
卡魯梅的座標為35°58′54″N 89°59′10″W / 35.98167°N 89.98611°W，而該地的平均海拔高度為75米（即246英尺）。